# RuStore
RuStore ist ein russischer App-Marketplace für mobile Geräte, der von der VK Group mit Unterstützung des Digitalministeriums Russlands entwickelt wurde. Gewinner des Runet-Preises in der Kategorie „Wissenschaft, Technologie und Innovation“.

## Geschichte
Die Beta-Version des Dienstes wurde am 25. Mai 2022 nur für Android gestartet. Ein persönliches Konto wurde für einige Entwickler geöffnet, sodass sie eigenständig Anwendungen hochladen konnten. In die Beta-Version wurden die Sicherheitssysteme von Kaspersky Lab und VK integriert. Zum Start waren etwa 150 Anwendungen verfügbar.
Am 12. Juli 2022 waren bereits 1068 Anwendungen verfügbar, RuStore wurde über 500.000 Mal heruntergeladen, und die Anzahl der Downloads überstieg 1,1 Millionen.
Bis zum 21. Oktober stieg die Anzahl der Anwendungen auf 2.100, RuStore wurde 2,4 Millionen Mal installiert und etwa 5 Mil
lionen Anwendungen wurden heruntergeladen.
RuStore ist für Entwickler aus allen Ländern zugänglich. Das Design des Shops folgt den Traditionen des sozialen Netzwerks „VKontakte“.
Am 8. Februar 2023 kündigte VK die Beendigung des Beta-Tests des Dienstes an. Außerdem wurde ein persönliches Konto für ausländische Entwickler in englischer Sprache eröffnet.
Am 27. Februar 2023 betrug die Anzahl der aktiven Nutzer von RuStore 10 Millionen, darunter 3.600 Entwickler. Die Anzahl der Anwendungen in RuStore betrug 5.000.
Am 22. März 2023 wurde ein integriertes Antivirenprogramm im Store eingeführt.
Im April 2023 wurde bekannt, dass der Hersteller Tecno damit begann, den Marktplatz auf Smartphones vorzuinstallieren, die für den Verkauf in Russland bestimmt sind. Ähnliche Entscheidungen trafen die Unternehmen Xiaomi, Vivo, Realme, Infinix und iTel.
Im selben Monat erschienen die ersten Anwendungen von ausländischen Entwicklern in RuStore – das soziale Netzwerk Likee und das kostenlose mobile Multiplayer-Online-Spiel im Battle-Royale-Genre PUBG Mobile.
Am 7. Juni 2023 wurde der Store für Tablets angepasst.
Am 20. Juli 2023 wurde die Möglichkeit eingeführt, das Thema auf dunkel, rosa oder das Standardthema des Geräts zu ändern.

## Beschreibung

### Kategorien
Stand 2023 sind die Anwendungen im RuStore in folgenden Kategorien vertreten:
Anwendungen: Business-Services, Regierung, Essen und Getränke, Gesundheit, Bücher, Nachrichten und Ereignisse, Lebensstil, Bildung, Kommunikation, Anzeigen und Dienstleistungen, Haustiere, Einkaufen, Nützliche Werkzeuge, Reisen, Unterhaltung, Für Eltern, Sport, Wetten und Lotterien, Transport und Navigation, Finanzen.
Spiele: Arcades, Quiz, Puzzles, Rennen, Kinder, AR-Spiele, Indie, Casino, Casual, Kartenspiele, Musik, Brettspiele, Abenteuer, Rollenspiele, Familie, Simulatoren, Wortspiele, Sportspiele, Strategiespiele, Action.

### Sicherheit
Alle Anwendungen im Store durchlaufen eine manuelle Moderation und Überprüfung durch die Sicherheitssysteme von Kaspersky Lab.

## Statistik
Die monatliche Nutzerzahl von RuStore überschritt 7 Millionen Menschen. Diese Daten stammen vom Oktober 2022, basierend auf einer Untersuchung von Cross Web Mediascope, die ausschließlich auf Android ausgerichtet ist. Im App-Marketplace sind bereits die 25 beliebtesten russischen Anwendungen sowie rund 3.000 weitere Dienste von über 1.800 Entwicklern verfügbar.
Im Januar 2023 betrug die monatliche Nutzerzahl der Anwendung 10 Millionen Personen über 12 Jahren. Auf der Plattform sind 5.000 Anwendungen von 3.600 Entwicklern verfügbar.